# Джерело безперебійного живлення

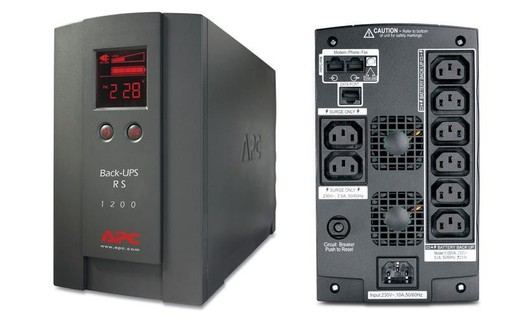
ДБЖ фірми APC, вигляд спереду та ззаду

Джерело́ безперебі́йного (безперéрвного) жи́влення (ДБЖ) (англ. UPS — Uninterruptible Power Supply) — автоматичний пристрій, що дозволяє приєднаному до нього обладнанню деякий час (для комп'ютерних мереж, здебільшого  нетривалий — декілька хвилин) працювати від вбудованих акумуляторів у разі зникнення електричного струму в електромережі, або відхилення його показників (параметрів) від допустимих норм (насамперед рівнів напруги на які налаштовано електронну схему ДБЖ, приблизно 170...255 В). Крім того, воно здатне змінювати показники якості (напругу, частоту) електроживлення для досягнення задовільних значень. Часто застосовується для забезпечення безперервної роботи, зокрема комп'ютерів. Може поєднуватися з різними видами генераторів електроенергії.
Декілька українських фірм (наприклад Києва чи Харкова) випускають ДБЖ власної розробки, переважно потужних та із зовнішніми акумуляторами.

## Опис
Акумуляторний пристрій ДБЖ, насамперед, є тимчасовим проміжком між основним джерелом енергії (електромережею) та резервною електроенергією. Суть полягає в тому, що, попри наявність наприклад, надійного аварійного електрогенератора з двигуном внутрішнього згоряння, він не здатний забезпечити миттєве живлення дуже відповідальних пристроїв. У лікарнях, банках та на інших важливих підприємствах такі цінні кілька хвилин, можуть бути питанням життя або смерті. ДБЖ розроблено, щоб усунути цю прогалину за допомогою забезпечення негайного підхоплення зниклого енергопостачання, після чого воно передає справи головному резервному джерелу електроенергії так швидко, щойно він буде спроможний видавати сталу електроенергію.

Багато ДБЖ оснащуються пристроєм, який здатний передати комп'ютеру (на смартфон) відомості про свій внутрішній стан — наприклад: рівень заряду батарей, показники електричного струму на виході та про становище живлення на вході (напругу, частоту), а також температуру всередині. Програмне забезпечення, що постачається разом з ДБЖ, дозволяє простежити його стан та, правильно завершивши роботу всіх відкритих програм, безпечно вимкнути комп'ютер.

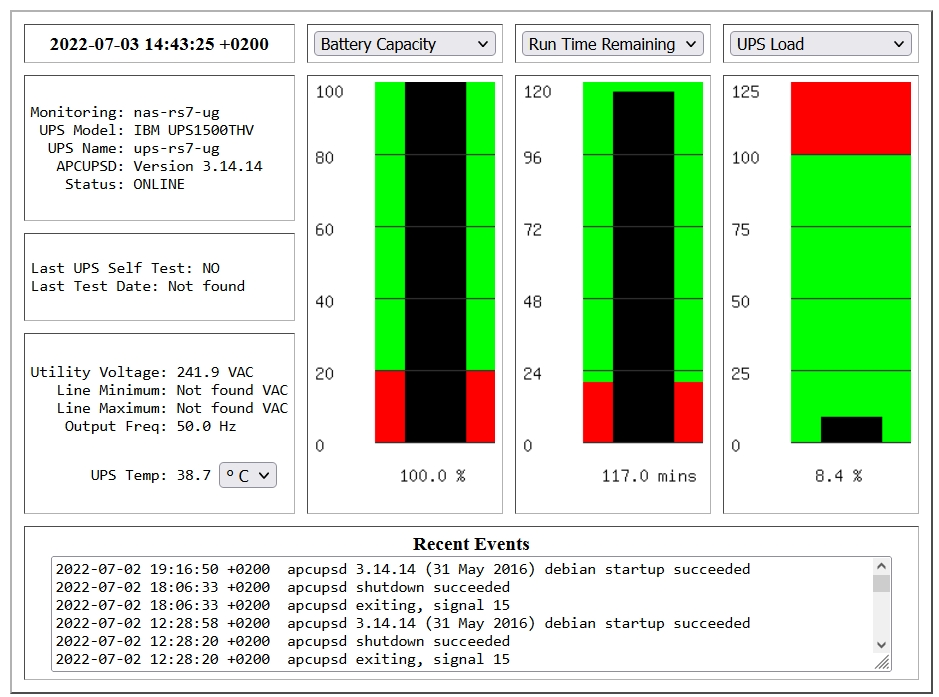
Показ стану веб-інтерфейсу лінійно-інтерактивного ДБЖ (скріншот)

У продажу наявні джерела безперервного живлення з так званим «холодним запуском», які дозволяють майже миттєво забезпечити напругу 220 В, шляхом простого приєднання до його клем зарядженого акумулятора і натискання на декілька секунд кнопки запуску, тобто без наявності електричної мережі.
Усі ДБЖ можуть мати на виході (під час роботи від акумулятора) напругу з апроксимальною або правильною синусоїдою. В останньому випадку, такі джерела можна використовувати навіть для забезпечення безперервної роботи, наприклад газових котлів опалення, холодильників чи приладів життєзабезпечення в лікарнях.
Деякі більш дорогі джерела безперервного живлення, мають вбудований стабілізатор (зазвичай підтримує вихідну напругу у межах +/- 25% від номінальної 230 В), який дозволяє заощаджувати заряд акумулятора під час значних відхилень напруги в мережі, тобто джерело негайно не перемикається на акумулятор. 
Загалом ДБЖ мають дуже низький ККД (приблизно 80% у низькочастотних, та 90% у високочастотних джерел безперервного живлення — для прикладу синхронні турбогенератори на електростанціях, мають ККД до 99%), тобто схема подвійного перетворення постійної напруги 12 В на змінну 220 В, є досі недосконалою, тож через це в схему пристроїв часто додано так званий green-контроль (обмеження часу його роботи з тривожним сигналом).

## Класифікація
За типом архітектури поділяються на:
- резервні
- лінійно-інтерактивні
- та неперервної дії.

## Використання ДБЖ

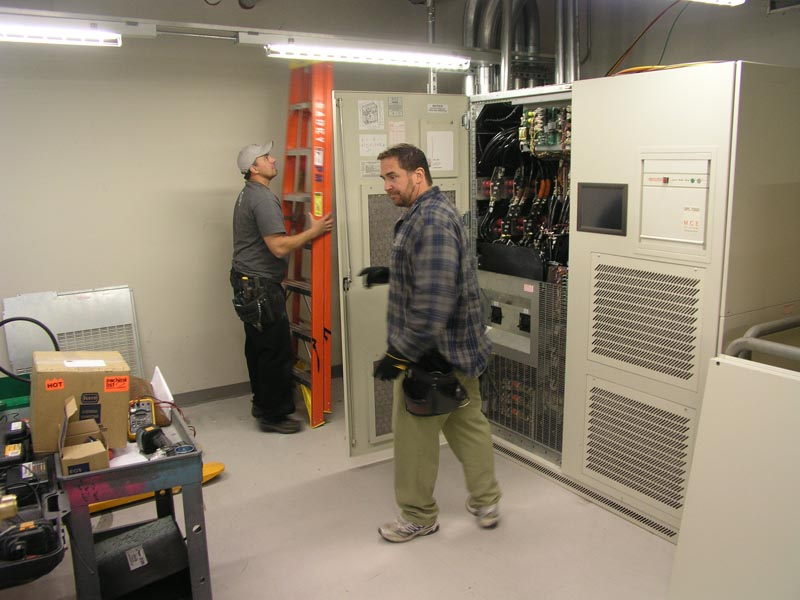
Електрики встановлюють потужне ДБЖ (500kVA-UPS) для центру обробки даних.

Для захисту ІТ-обладнання від перебоїв в електромережі і неякісного електроживлення, широко застосовуються джерела безперервного живлення (Uninterruptible Power Supply, UPS) — ДБЖ. Це додаткове електронне обладнання, призначене для електроживлення ІТ-систем або інших пристроїв за короткочасного (від декількох мілісекунд до декількох десятків хвилин) цілковитого вимкнення основного електроживлення, а також для захисту від перешкод (наприклад імпульсних перенапруг) в електромережі та підтримки електроживлення в допустимих межах. Тобто ДБЖ також можуть використовуватися для поліпшення якості електроживлення, адже додатково мають у складі електричні фільтри.
Коли обираються ДБЖ, потрібно враховувати терміни гарантії на сам пристрій і його складові, наприклад, акумулятори. Бажано надавати перевагу відомим виробникам, які зосереджуються на виготовленні подібного обладнання. Треба визначитися з найбільш потрібною кількістю та видом розеток для пристроїв котрі будуть вмикатися в ДБЖ. У тих випадках, коли крім тимчасового вимкнення електрики існують питання до якості електроживлення, необхідно встановлювати лінійно-інтерактивні пристрої.
Джерела безперервного живлення бережуть комп'ютерну та іншу електронну техніку (монітори, зовнішні модеми, маршрутизатори, принтери, тощо) від збоїв в електромережі. Якісний ДБЖ надійно захистить електронні пристрої від перевантажень, дозволить зберегти всі дані та правильно завершити роботу системи під час перешкод з електричною мережею. Фахівці радять краще не заощаджувати на вартості пристрою, і купити не менш ніж лінійно-інтерактивний ДБЖ, а для захисту дуже важливих систем, використовувати ДБЖ з подвійним перетворенням.
Серед підприємств які за поширеністю ведуть перед, на підставі щорічного рейтингу від IDC щодо кількості проданих пристроїв в Україні, перебувають такі виробники: Schneider Electric, Powercom та Eaton.

## Типи ДБЖ

### Онлайн
Таке ДБЖ цілком відокремлює вихідне приєднане електричне коло від вхідної напруги, працює за способом подвійного перетворення, коли змінна мережна напруга перетворюється на постійну в колі випрямляча, а потім з цієї постійної напруги у колі інвертора створюється змінна напруга. Така система забезпечує усталену напругу на виході, майже цілковито стійку до перешкод та провалів вхідної напруги. Хибою цього рішення є більша вага пристрою (через це в його трансформаторі може застосовуватися легша алюмінієва обвитка) та його значно вища вартість через потребу використання потужного мережевого трансформатора та дієвого випрямляча й інвертора. Всі ці складові мають бути розраховані на безперервну роботу на повній потужності. Енергія, котра проходить крізь мережний трансформатор, майже вся живить інвертор. Лише невелика її частина заряджає акумулятор. У разі зникання мережної напруги, інвертор продовжуватиме живитися від акумулятора, оскільки він все ще приєднаний до нього. Отож, нормальна робота системи продовжується негайно та без перешкод на виході. Основне застосування — живлення пристроїв за умов великих вимог до вхідної напруги. Цей тип ДБЖ зрідка використовується за потужності нижче 750 ВА, та майже завжди — вище 5000 ВА.

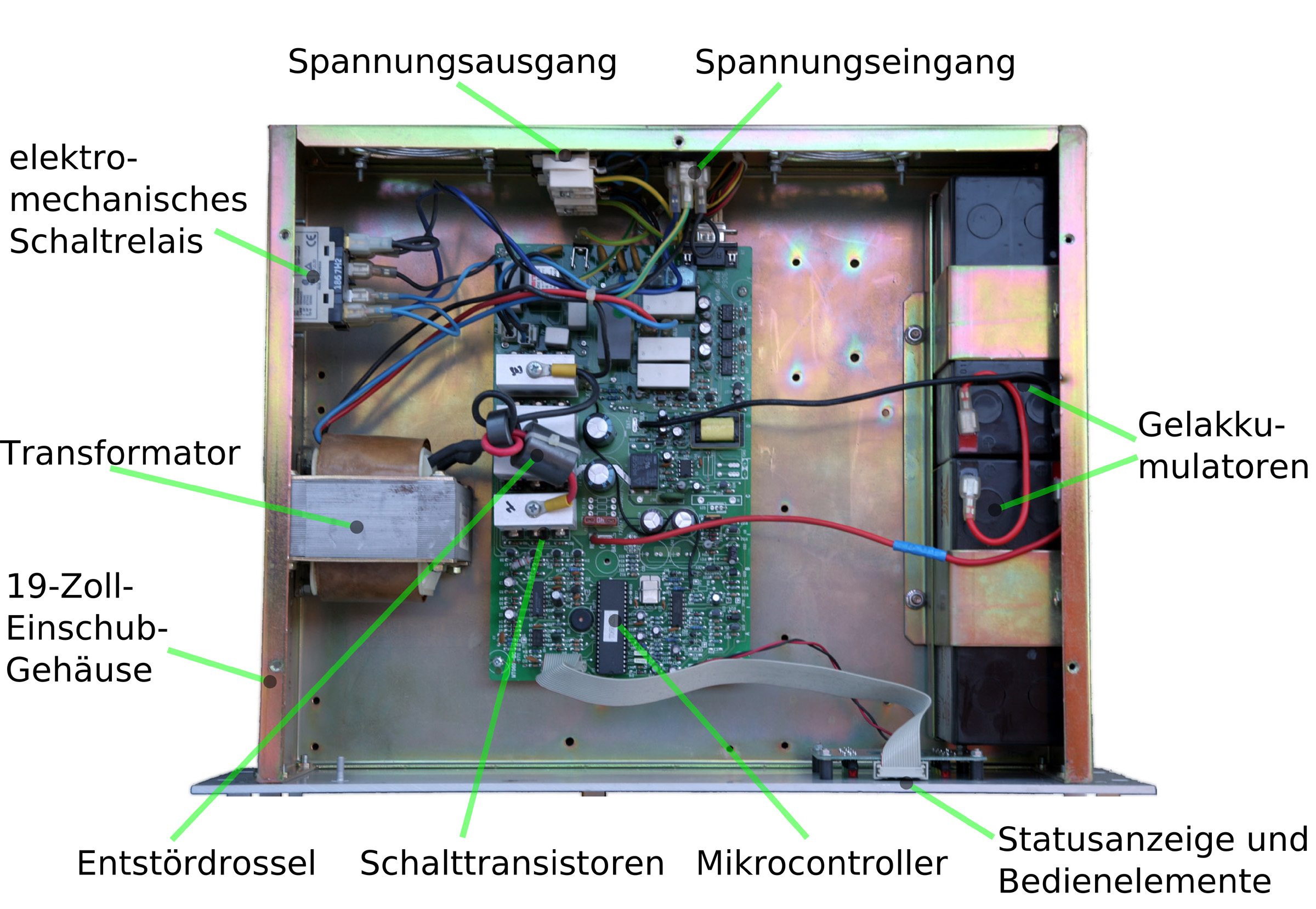
Нім. Улаштування ДБЖ: вгорі — розетки мережна та вихідна, праворуч — акумулятори, ліворуч — трансформатор, внизу — дросель придушення, перемикальні транзистори, мікроконтролер...

#### Переваги
- Дуже висока стійкість до збоїв вхідної напруги.

- Жодних стрибків вихідної напруги.

- Вбудована схема підлаштування коефіцієнта потужності.

#### Вади
Значні втрати енергії під час роботи у мережі, отже:
- Найменший термін служби через вищу робочу температуру.
- Вища вартість використання.
- Необхідність додаткового охолодження.
- Шум постійно робочого інвертора.
- Висока початкова вартість (більше складників).

### Офлайн
Пристрій, приєднаний до такого ДБЖ, живиться безпосередньо від мережі, а акумулятори за потреби автоматично заряджаються невеликим струмом. За нормальної роботи, від мережі живиться лише система керування, що зменшує втрати енергії. Напруга живлення постійно контролюється і у разі її зникнення, надмірного зниження або підвищення система керування (впродовж 2-10 мс) вимикає живлення від мережі, та ДБЖ перемикається на роботу від акумуляторів. Починає роботу інвертор, який перетворює постійну напругу від акумулятора на змінну напругу, котра й подається на вихід.
Система керування забезпечує фазову синхронізацію інвертора із мережею. Така синхронізація дуже цінна завдяки набагато меншим перешкодам та незначним часом переривання вихідної напруги у мить перемикання від мережі, на роботу від батареї і навпаки. За її відсутності могло б статися так, що втрата напруги відбулася б, наприклад, на початку верхньої половини синусоїди на вході, а інвертор видав би на виході лише початок нижньої половини кривої. Тоді навіть у разі негайного переходу на роботу від батареї, на виході з'явилися б дві негативні половинки синусоїди (за умови, що інвертор видає правильну синусоїду, що буває зрідка — найчастіше це прямокутні хвилі). У гіршому випадку затримка інвертора може бути додана до затримки спрацювання реле через невідповідну фазу запуску інвертора, отже у такому разі, виникнуть додаткові 10 мс переривання напруги (за частоти 50 Гц). Цей тип ДБЖ зазвичай, використовується для захисту домашніх комп'ютерів. Пристрої потужністю понад 5000 ВА, застосовується зрідка.

#### Переваги
Низькі втрати енергії під час роботи від мережі, через це:
- Збільшений термін служби завдяки низькій робочій температурі.
- Низька вартість використання.
- Інвертор видає звук лише в аварійному режимі.
- Найменша кількість складників підвищує надійність.
- Низька початкова вартість (всього кілька складових у пристрої).

#### Вади
- Відхилення вхідної напруги, є і на виході.
- Затримка відповіді після збою живлення (кілька мілісекунд). (Якщо на вихід ДБЖ приєднано імпульсне джерело живлення (наприклад комп'ютер), перерва до 10 мс не має значення, через те що чинні стандарти вимагають підтримки вихідної напруги, не менше 10 мс для кожного імпульсного джерела живлення, а на ділі цей час становить 18 мс).
- Порушення вихідної напруги під час перемикання режимів роботи.

### Лінійно-інтерактивний
Таке позначення передбачає, що це розширений автономний тип ДБЖ, що має одну з таких властивостей:
- Використання інверторного трансформатора як під час роботи від акумуляторної батареї, так і для її підзарядки впродовж роботи від мережі.
- Усталення вихідної напруги під час роботи від мережі.

Інколи, це позначення застосовується надмірно і означає лише фазову синхронізацію інвертора із мережею живлення, а іноді це звичайне ДБЖ Offline.

### Лінійно-інтерактивний AVR
Це розширений автономний тип. AVR означає автоматичний регулятор напруги (перекладаючи дослівно з англійської, отримуємо "автоматичний стабілізатор напруги"). Замість звичайного мережного трансформатора тут було використано автотрансформатор із декількома відводами з боку мережі (на первинній обмотці), завдяки чому, у разі постійного перевищення або зниження напруги живлення, ДБЖ може якнайбільше довго підтримувати придатну напругу на виході без переходу на роботу від акумуляторних батарей. Тобто система керування обирає відповідне відведення обмотки, щоби врівноважити виниклу різницю напруг. Однак під час перемикання з одного відводу на інший, відбувається короткочасна втрата напруги на виході, що робить цей вид ДБЖ непридатним для певних відповідальних застосувань.
Більш досконалі джерела безперервного живлення (всіх типів), спроможні надавати до центру моніторингу дані про власне робоче становище. У разі збою вхідної напруги він здатен, наприклад, надіслати повідомлення через SNMP, а під час сервісних робіт ви можете віддалено перевірити працездатність пристрою, наприклад, рівень заряду батареї, температуру тощо.

## Акумуляторні батареї
Є три найважливіші типи батарей, які використовуються у пристроях безперервної енергії: нікель-кадмієві, свинцево-кислотні та літій-іонні. Немає жодного «хорошого» покоління акумуляторів ДБЖ — вибір робиться для кожного окремого випадку.

### Свинцево-кислотна батарея с регульованим клапаном (VRLA)

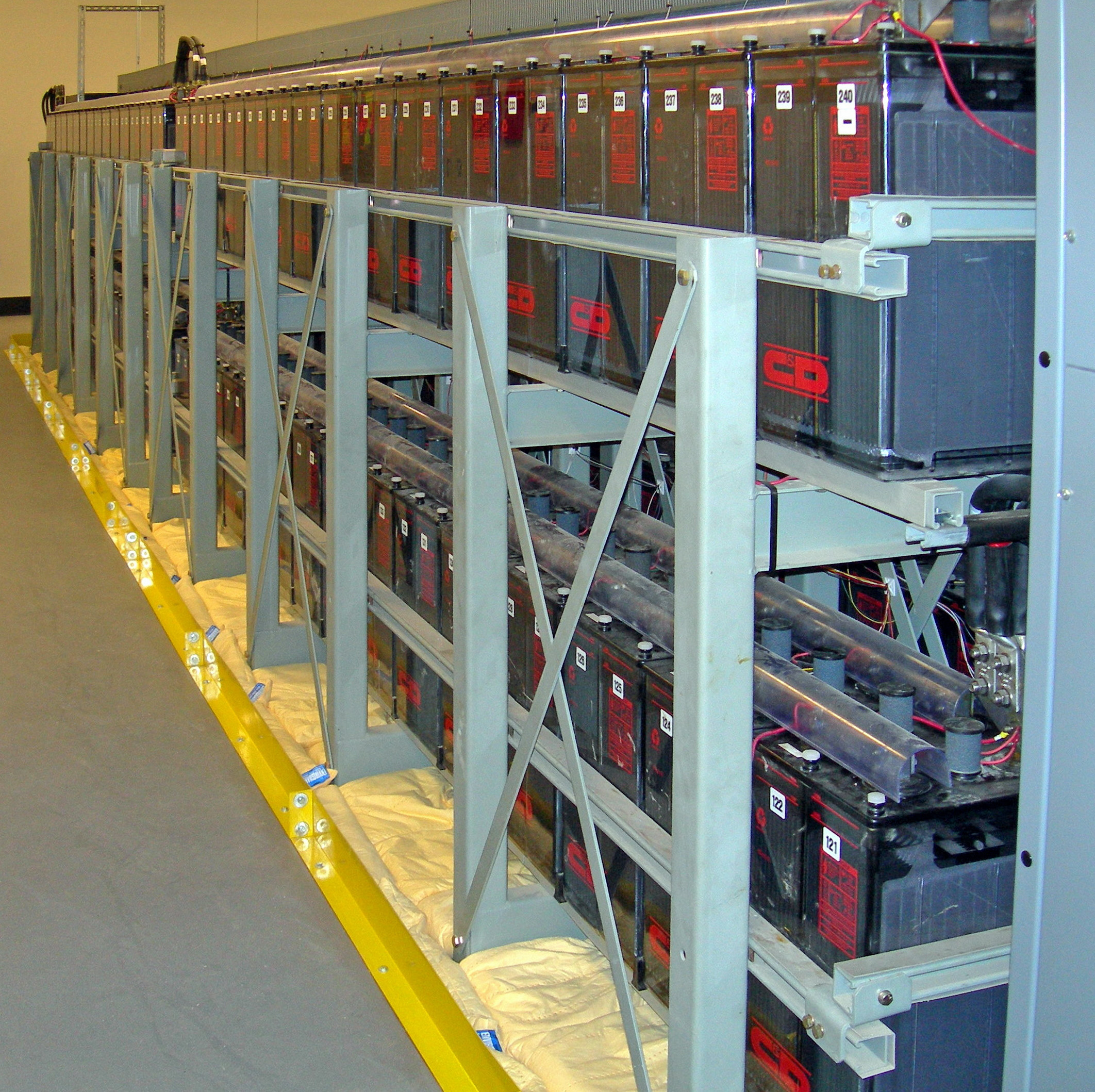
Батареї акумуляторів ДБЖ Центру обробки даних

Також відомий як Sealed Lead-Acid (SLA), це найпоширеніший тип акумуляторів, що наявні в сучасних ДБЖ. Зазвичай вони розраховані на 5 або 10 років використання в сухих приміщеннях із кліматом, що підтримується — за температури 20...25°C.
Акумулятори VRLA мають непроникний корпус, який містить клапан, котрий випускає гази, якщо внутрішній тиск через хімічну реакцію, стає занадто великим, тож тут використовується назва «регульований клапан». Оскільки батареї непроникні, їх можна встановлювати як вертикально, так і горизонтально, тож їх дозволено застосовувати всередині акумуляторних відсіків, лотків для монтажу в стійку, або просто на зовнішніх полицях.
Існують найбільш важливі види складу електроліту, що використовуються в батареях VRLA: абсорбований скляний мат (AGM), в якому електроліт утримується у пористому сепараторі з мікроволокна; та гель, виготовлений із суміші сульфатної кислоти та кремнезему. Лінійка AGM є добрим вибором для батарей ДБЖ через їхню знижену вартість, менший внутрішній опір і кращі швидкості заряджання/розряджання.
Для порівняння, наповнений гелем VRLA має найкращий з усіх внутрішній опір, що робить його менш придатним для миттєвої пускової розрядки, але це не є чимось незвичайним для застосування в ДБЖ. Натомість така властивість, дає переваги у вигляді набагато ширших меж робочих температур (від −40°C до +55°C) та тривалішого терміну служби.

### Нікель-кадмієві батареї
Нікель-кадмієві (NiCd) батареї колись були поширеним вибором для телекомунікаційних установок, водночас вони все ж досі застосовуються в ДБЖ у місцевостях із дуже високою температурою довкілля, особливо на Близькому Сході.
Електроди батареї виготовлені з гідроксиду нікелю та гідроксиду кадмію.
NiCd забезпечує переваги 20-річного терміну придатності, потенціал накопичення для роботи з величезним розбігом температур навколишнього середовища (від -20°C до +40°C), наявність великої кількості циклів заряд/розряд та стійкість до глибоких розрядів.
Натомість, нікель-кадмієві батареї ДБЖ коштують набагато дорожче, за звичайні VRLA-батареї. А через те, що нікель і кадмій є отруйними матеріалами, це робить способи їх утилізації та переробки після припинення роботи батареї, надмірно дорогими.
Це особливо важливо в країнах із суворими екологічними правилами та нормами, зокрема у Великій Британії та інших.

### Літій-іонні батареї
Літій-іонні (Li-Ion) батареї вже давно застосовуються в цифрових гаджетах наприклад ноутбуках та смартфонах, водночас зараз (2010-і), вони посідають чільне місце під час буму електромобілів. Але в наші дні вони також дедалі більше перетворюються на можливий вибір для джерел безперервної енергії та різних систем накопичення електроенергії, а також заради використання енергії від технологій відновлюваної енергетики, як-от вітру чи сонця.
Переваги Li-Ion полягають у кращій надійності порівняно зі звичайними VRLA/SLA батареями завдяки вбудованим системам відстеження та контролю батареї, які підтримують кожну можливість для будь-якого покращення загальної продуктивності акумулятора.
Ще одна перевага літій-іонних батарей в ДБЖ полягає у тому, що вони набагато менші та легші завдяки значно кращій щільності енергії. Крім того, вони мають швидший час окупності, триваліші цикли заряд/розряд та, щонайменше, подвоєний час існування порівняно з VRLA/SLA.
Попри те, що вартість літій-іонних акумуляторів для ДБЖ останніми роками знижується, вони все ж-таки набагато дорожчі ніж попередні варіанти. Перешкодою до здешевшання є те, що сучасний (2020-і) спосіб видобутку літію з природних відкладень (наприклад родовища у болівійських Андах) — повільний і неефективний.
Однак чим довше застосовується батарея, тим краще передбачити капітальні витрати. Літій-іонні акумулятори виробляють набагато менше тепла та можуть працювати за більш високих температур, а це означає, що вони не потребують занадто багато кондиціонерів, отже можуть зменшитися витрати на охолодження.

### Заміна батареї
Виймання акумуляторної батареї з побутового пристрою безперебійного живлення:
- від'єднати ДБЖ від електромережі (деякі сучасні джерела безперервного живлення мають обхід електронної схеми, так званий байпас, який дозволяє замінювати акумулятор без вимкнення напруги);
- відкрити кришку вмістища під акумулятор та вийняти його;
- підібрати новий з подібними показниками (ємність, напруга, розміри) акумулятор та приєднати його згідно полярності, кольору клем; якщо переплутати полярність, ДБЖ вийде з ладу — найперше перегорить запаяний у схему запобіжник, що потребуватиме ремонту у майстерні;
- увімкнути ДБЖ і здійснити заряджання батареї згідно настанови на акумулятор.

|  |  |  |  |  |  |
|  |  |  |  |  |  |

## Стандарти
EN 62040-1:2008 Системи безперервного живлення (UPS) — Частина 1: Загальні вимоги та вимоги безпеки для UPS
EN 62040-2:2006 Системи безперервного живлення (UPS) — Частина 2. Вимоги до електромагнітної сумісності (EMC)
EN 62040-3:2011 Системи безперервного живлення (UPS) — Частина 3. Метод визначення характеристик і вимог до випробувань
EN 62040-4:2013 Системи безперервного живлення (UPS) — Частина 4. Екологічні чинники. Вимоги та звітність

### Міжнародна класифікація ДБЖ
Стандартом IEC 62040-3 введено таку класифікацію ДБЖ:
Приклад позначення типу ДБЖ: VFI SS 111

#### 1-ша група знаків — залежність вихідного сигналу ДБЖ від вхідного (мережі).
- Клас VFI (Voltage and Frequency Independent) — напруга та частота на виході ДБЖ не залежать від вхідної мережі.

- Клас VI (Voltage Independent) — вихід ДБЖ залежить від частоти входу, але напруга підтримується в межах пасивним чи активним регулюванням.

- Клас VFD (Voltage and Frequency Dependent) — напруга та частота на виході ДБЖ залежать від вхідної мережі.

#### 2-га група позначень — форма вихідного сигналу ДБЖ.
- SS — синусоїдальна форма вихідного сигналу (коефіцієнт гармонічних спотворень Кгс<8%) у разі лінійного та нелінійного навантажень.

- XX — несинусоїдальна форма вихідного сигналу за нелінійного навантаження (синусоїдальна під час лінійного).

- YY — несинусоїдальна форма сигналу за будь-якого навантаження.

#### 3-тя група символів — динамічні властивості ДБЖ.
Забезпечення сталості вихідної напруги ДБЖ при трьох типах перехідних процесів (1 — клас 1, відмінно; 2 — клас 2, добре; тощо):
- 1-ша цифра: нормальний режим -> автономний режим -> режим bypass,

- 2-га цифра: 100% зміна лінійного навантаження в нормальному або автономному режимі (найгірший показник),

- 3-тя цифра: 100% зміна нелінійного навантаження у нормальному або автономному режимі (найгірший показник).